# ワイサケ・ララトゥブア
ワイサケ・ララトゥブア（Waisake Raratubua、1998年3月17日 - ）は、ジャパンラグビーリーグワンコベルコ神戸スティーラーズに所属するラグビーユニオン選手。

## プロフィール
- フィジー出身[1]。
- ポジションはロック(LO)、ナンバーエイト(No.8)  。
- 身長 193 cm、体重 118 kg
- ニックネームはワイス。
- U20フィジー代表に選出されたことがある[2]。
- 日本代表キャップは2。（2025年8月15日現在）

## 来歴
2019年、ラトゥ・サー・ララスクナメモリアル高校卒業後、東海大学に入る。
2023年、東海大学卒業後、コベルコ神戸スティーラーズに加入。同年12月9日に行われたJAPAN RUGBY LEAGUE ONE第1節三重ホンダヒート戦にて先発出場でリーグワン公式戦初出場を果たした。
2025年7月5日に行われたリポビタンDチャレンジカップ2025ウェールズ戦にて途中出場で日本代表初キャップ獲得。